# Cinetus
Cinetus is een geslacht van vliesvleugelige insecten uit de familie Diapriidae.

## Soorten
- C. abdominalis Wall, 1998
- C. alce Nixon, 1957
- C. aletes Nixon, 1957
- C. alpestris Kieffer, 1910
- C. angustatus Kieffer, 1910
- C. antennatus Buhl, 1997
- C. ariantes Nixon, 1957
- C. atriceps Kieffer, 1916
- C. breviflagellatus Buhl, 1997
- C. brevipetiolatus Thomson, 1859
- C. cameroni Kieffer, 1910
- C. carpentieri Kieffer, 1910
- C. cursor Curtis, 1831
- C. decipiens Kieffer, 1910
- C. ditomus (Kieffer, 1910)
- C. elatior Nixon, 1957
- C. ennius Nixon, 1957
- C. excavatus Kieffer, 1910
- C. eximius Wall, 1998
- C. fuliginosus Curtis, 1831
- C. fuscicornis Kieffer, 1910
- C. fuscinervis Thomson, 1859
- C. fuscipes Kieffer, 1907
- C. gaus Nixon, 1957
- C. hungaricus Kieffer, 1910
- C. ilione Nixon, 1957
- C. iridipennis Lepeletier & Serville, 1825
- C. lanceolatus Thomson, 1859
- C. licus Nixon, 1957
- C. lusitanicus (Kieffer, 1907)

- C. lysis Nixon, 1957
- C. matrensis Szabó, 1977
- C. mermerus Nixon, 1957
- C. nyx Buhl, 1997
- C. oblongus Buhl, 1998
- C. obscurus Kieffer, 1910
- C. olebuhli Buhl, 1998
- C. piceus Thomson, 1859
- C. piciventris Thomson, 1859
- C. polaris Kieffer, 1923
- C. princeps Nixon, 1957
- C. problematicus Wall, 1998
- C. proclea Nixon, 1957
- C. procris Nixon, 1957
- C. pseudolicus Wall, 1998
- C. rufipes Sichel, 1859
- C. sagvoldeni Buhl, 1998
- C. sequestor Nixon, 1957
- C. simulans Nixon, 1957
- C. telon Nixon, 1957
- C. tristis Nixon, 1957
- C. unguicularis Wall, 1998